# Chrysis illigeri
Chrysis illigeri  (лат.) — вид ос-блестянок рода Chrysis из подсемейства Chrysidinae.

## Распространение
Западная Палеарктика. Европа.

## Описание
Клептопаразиты ос: Tachysphex pompiliformis (Crabronidae).
Посещают цветы Apiaceae, Asteraceae, Rosaceae и Euphorbiaceae. Период лёта: май — август.
Длина — 5—8 мм. Ярко-окрашенные металлически блестящие осы. Грудь и голова синие, брюшко красное. Тело узкое, вытянутое.